# Rockwell (Iowa)
Pour les articles homonymes, voir Rockwell.
La ville américaine de Rockwell est située dans le comté de Cerro Gordo, dans l’État de l’Iowa. Elle comptait 989 habitants lors du recensement de 2000.

## Source
- (en) Cet article est partiellement ou en totalité issu de l’article de Wikipédia en anglais intitulé « Rockwell, Iowa » (voir la liste des auteurs).